# Vereinigung christlicher Lehrerinnen und Lehrer an höheren und mittleren Schulen Österreichs
Die Vereinigung christlicher Lehrerinnen und Lehrer an höheren und mittleren Schulen Österreichs (VCL) ist eine Organisation von Lehrern und für Lehrer, die sich nach Angaben der Vereinigung zu christlichen Werten bekennen. Sitz ist Saalfelden am Steinernen Meer.

## Vereinsgeschichte
Am 24. Dezember 1919 erfolgte ein Aufruf zur Gründung der Vereinigung christlich-deutscher Mittelschullehrer Österreichs. Die Gründung erfolgte einen Monat später, am 24. Jänner 1920. Ab 1925 wurde das Organ der Katholischen Lehrerschaft Österreichs, die Österreichische Pädagogische Warte, auch Vereinszeitschrift der Vereinigung christlich-deutscher Mittelschullehrer Österreichs. 1934 wurde für die bis dahin unabhängigen, diversen Landesverbände ein Bundesverband geschaffen. Als 1938 der Anschluss Österreichs ans Deutsche Reich erfolgte, wurde die Vereinigung aufgelöst, das Vereinsvermögen eingezogen und die Vereinsführung verhaftet. Ab 1942 kam es zu illegalen Versammlungen und Aktivitäten der Vereinigung. Nach dem Ende des Zweiten Weltkriegs erfolgten ab 1945 erste Besprechungen mit dem Ziel einer Neugründung unter dem Namen Vereinigung christlicher Mittelschullehrer Österreichs. Die Gründung wurde am 2. Februar 1946 erlaubt, so dass ab März 1946 für den Neubeitritt geworben werden konnte. Zur konstituierenden Versammlung kam es am 1. April 1946 und die erste Vollversammlung fand am 9. Mai 1946 statt. Am 1. Jänner 1949 wurde das Vereinsorgan Der österreichische Mittelschullehrer geschaffen, welches ab 1963 in Die österreichische höhere Schule umbenannt wurde. Am 22. April 1961 wurde für die bis dahin unabhängigen, diversen Landesverbände ein Bundesverband geschaffen. Am 1. März 1963 erfolgte die Umbenennung in Vereinigung Christlicher Lehrer an den höheren Schulen Österreichs. Sie besteht bis heute als Vereinigung christlicher Lehrerinnen und Lehrer an höheren und mittleren Schulen Österreichs (VCL). Die VCL steht der Österreichischen Volkspartei nahe, die das bürgerlich-konservative Spektrum abdeckt und traditionell Kirche und Wirtschaft eng verbunden ist. Sie ist Mitglied der Arbeitsgemeinschaft katholischer Verbände Österreichs (AKV).